# Neuquenraptor
Neuquenraptor (лат.) — вымерший род динозавров из семейства дромеозаврид, живший во времена верхнемеловой эпохи на территории современной Аргентины. Один из первых дромеозаврид, найденных в Южном полушарии.
Ископаемые остатки Neuquenraptor были найдены в январе 1996 года вблизи городка Plaza Huincul в горах Sierra del Portezuelo, о чём было сообщено в том же году. В 1997 году было создано предварительное название «Araucanoraptor argentinus». В 1999 году в предварительном порядке животное было описано в качестве представителя семейства троодонтид.
Тем не менее, в 2005 году Фернандо Новас из Аргентинского музея естественных наук и Диего Пол из Университета штата Огайо назвали динозавра в качестве типового вида Neuquenraptor argentinus и описали его как дромеозаврида. Родовое наименование сочетает в себе название аргентинской провинции Неукен и латинского слова raptor — «разбойник, вор». Видовой эпитет даёт отсылку к Аргентине.
Известные остатки, голотип MCF-PVPH 77, были обнаружены в слоях формации Портезуэло, датируемой коньякской эпохой мелового периода. Остатки состоят только из левой ступни, нескольких шейных позвонков, рёбер, фрагментов хвостовых позвонков и лучевой кости. Длина Neuquenraptor оценивается в 1,8 метра.
Новас и Пол отнесли Neuquenraptor к дромеозавридам в политомии с несколькими таксонами. Более поздний кладистический анализ выявил принадлежность данного рода к подсемейству Unenlagiinae.

Сравнительные размеры Neuquenraptor и человека

Neuquenraptor может оказаться младшим синонимом другого дромеозаврида — уненлагии, то есть эти два рода теропод могут представлять собой один род или даже вид. В этом случае, название «уненлагия» придётся использовать вместо Neuquenraptor, поскольку прежнее название было опубликовано ранее, в 1997 году, и, таким образом, имеет приоритет.
Neuquenraptor имеет особое значение из-за своего южноамериканского происхождения. До открытия этого динозавра все дромеозавриды были найдены в Северной Америке, Европе или Северного Китая / Монголии, и учёные считали, что дромеозавриды населяли только Лавразию, то есть обитали в северном полушарии. Южная Америка, однако, во времена мезозоя была частью Гондваны. Находка Neuquenraptor наводит на мысль о переоценке степени изоляции северного и южного полушарий.